# Distretto di Phon
Il distretto di Phon (in thailandese: พล) è un distretto (amphoe) della Thailandia, situato nella provincia di Khon Kaen.